# Bootswerft Mader
Die Bootswerft Leonhard Mader GmbH ist eine in Fisching bei Waging am See ansässige Werft für Segelboote. Bereits 1954 wurden in der 1952 von Leonhard Mader senior gegründeten Schreinerei Holzboote gebaut. 

## Gebaute Klassen
- olympisch:470er
- internationale:  Star, FD, Tempest, 505er, Finn, Yngling
- nationale: Korsar, Kielzugvogel, Schwertzugvogel, Streamline

## Erfolge
- Bei der Olympiade 1972 mit den in Kiel ausgerichteten Segelwettbewerben stammten die vom Ausrichter gestellten Boote der Finn-Klasse von Mader.
- Bei den olympischen Segelveranstaltungen 1976 auf dem Ontariosee vor Kingston waren bis auf eine Ausnahme alle Boote der Tempestklasse Mader-Boote. Außerdem errang ein brasilianischer FD von Mader (Reinaldo Conrad/Peter Ficker) Bronze.
- 1977 gewann Dennis Conner mit einem Starboot von Mader die Weltmeisterschaft.
- Bei Olympischen Sommerspielen 1980 mit den Segelwettbewerben in Tallinn gewannen Mader-Boote Gold und Silber im Starboot sowie Bronze in der FD-Klasse.
- 1984 gab es bei der Olympiade in Los Angeles Silber sowohl für ein Starboot und einen FD von Mader und einmal Bronze für einen FD.
- Bei der Olympiade 1988 in Seoul und 1992 in Barcelona gingen die ersten drei Plätze im FD an Mader-Boote, außerdem errang ein Star von Mader 1988 in Seoul einen dritten Platz.
- 2000 errangen Mader-Boote sowohl bei den Weltmeisterschaften der Tempest-Klasse als auch bei den FDs je einen 1. Platz.
- 2001 gewann eine Tempest von Mader bei der Weltmeisterschaft.
- 2003 ging unter anderem ein 1. Platz bei der Tempest-Weltmeisterschaft in Grandson, Schweiz, und ein 1. Platz bei der Kieler Woche an ein Starboot.
- 2004 gingen ein 1., 2., 4. und 5. Platz bei der FD-Weltmeisterschaft in Warnemünde und die ersten drei Plätze bei der Tempest-Weltmeisterschaft an Mader-Boote.
- 2005 gingen jeweils ein 1., 2. und 3. Platz bei den Tempest- und FD-Weltmeisterschaften an Mader-Boote.
- 2006 errangen Mader-Boote den 1., 2. und 3. Platz bei der Weltmeisterschaft in der Tempest-Klasse.

Neben den hier hauptsächlich aufgeführten olympischen Medaillen und Weltmeisterschaften der jeweiligen Klassen errangen Mader-Boote seit dem Bestehen der Werft noch eine Reihe weiterer Titel z. B. bei Europameisterschaften und verschiedenen deutschen, österreichischen und Schweizer Meisterschaften.